# Kiskaján
Kiskaján (Kiskájon, románul: Căianu Mic) falu Romániában, Erdélyben, Beszterce-Naszód megyében.

## Fekvése
Bethlentől 17 km-re északra, Déstől 26 km-re északkeletre, az Ilosvai-hegységben fekszik. A község határának 27%-a legelő, 21%-a erdő és 12%-a rét

## Története
1456-ban Kyskayan, 1485-ben Kiskaion néven említették. A 15. században Szészármához tartozó román falu volt.
1678-tól a Bethlen család birtokolta. 1750-ben 15 kisnemesi, 27 jobbágy- és kilenc zsellércsaládot számoltak össze. Román lakói 1774-ben tértek át a görögkatolikus hitre.
A helyi hagyomány szerint egy 1842-ben a faluba telepedett szamosújvári örmény honosította meg a falusiak között a viasszal való foglalkozást. Csakhamar a családfők nagy része mint vostyinár vagy bostyinár (a 'sonkoly' jelentésű román voștină vagy boștină szóból) egészítette ki megélhetését. Ez a tevékenység abból állt, hogy a méheket tartó portákon begyűjtötték a kaptárból kisöpört, viasztartalmú hulladékot, a sonkolyt, illetve a templomokban, kolostorokban az olvadt, elszennyeződött viaszt, ezt egyszerű melegítéses–szűréses eljárással megtisztították, majd a viaszt (néha faggyúval keverve) főként a máramarosi, bukovinai és észak-moldvai kolostoroknak, zarándokhelyeknek adták el. A vostyinárkodás jómódúvá tette a kiskajániakat, akik a szerzett pénzből földeket vásároltak, banki hiteleket is felvéve. Egy bajba jutott banki adós volt az első 1900-ban, aki szorult helyzetében Amerikába ment dolgozni. A példáját 1914-ig kiskajáni 156 férfi követte, akik a tengeren túl építőmunkásként szereztek pénzt. Az amerikai vendégmunka szokása szintén megkülönböztette a falut kevéssé mobilis környezetétől.
A viasszal való foglalkozást 1911-ben egy Stein Hermann nevű, Máramarosból ideköltözött boltos emelte magasabb szintre, aki egy nagy, mechanikus viaszprést vásárolt Budapestről. Ettől kezdve ő nyújtott kölcsönt a legtöbb sonkolyosnak a házalás idejére, cserébe szerződésben kötötte ki, hogy a begyűjtött viaszt neki adják el. A férfiakkal párhuzamosan a kiskajáni asszonyok is kialakították a saját kereskedelmi tevékenységüket; gyapjút, túrót, fakanalat és orsót hordtak a Mezőség vásáraiba, a Teke–Marosvásárhely, Nagynyulas–Marosludas és Mócs–Torda útvonalon, illetve hagymát, fokhagymát, kendervásznat és katrincát a Cibles és a Lápos-hegység falvaiba és Máramarosba.
A falu a trianoni békeszerződés előtt Szolnok-Doboka vármegye Bethleni járásának része volt.
1930-ban a románok mellett nyolc zsidó és hat cigány család élt a faluban, utóbbiak közül két kovács, a többi kaskötő. A házak többsége háromosztatú volt, kerített tornáccal, és a falusiak sok bivalyt tartottak. 1937-ben a 263 román paraszt családfő közül 111 indult útra sonkolyt gyűjteni. Ekkor már főként a Mezőségre, Bihar és Szatmár megyébe jártak, ahol még nem terjedt el a modern méhészeti technológia. 1938-ban 1174 hektáros határának 20%-a volt erdő, 49%-án gabonaneműeket, 21%-án takarmánynövényeket termesztettek. A falusiak 1312 juhot tartottak, és majdnem minden családra jutott egy szekér.

## Népessége
- 1900-ban 863 lakosából 828 volt román és 29 német (jiddis) anyanyelvű; 806 görögkatolikus, 30 zsidó és 16 ortodox vallású.
- 2002-ben 1518 lakosából 1512 volt román anyanyelvű; 1421 ortodox, 53 pünkösdista és 30 görögkatolikus vallású.

## Látnivalók
- Mesterségek múzeuma (2006 óta).

## Híres emberek
- Itt született 1629 körül Kájoni János, a Kájoni-kódex alkotója.